# Nathaniel Bowditch
Nathaniel Bowditch (Salem, 26 marzo 1773 – Boston, 16 marzo 1838) è stato un matematico e astronomo statunitense.
A lui viene attribuito il merito di aver gettato le basi della navigazione moderna; il suo The New American Practical Navigator, pubblicato per la prima volta nel 1802, è ancora oggi consultato sulle navi della marina statunitense in servizio. Viene anche ricordato per aver tradotto dal francese all'inglese il Traité de mécanique céleste di Pierre-Simon Laplace, testo fondamentale per la comprensione delle meccaniche celesti.

## Biografia
Nato a Salem, nel Massachusetts, nel 1773, Nathaniel Bowditch era il quarto di sette figli. I suoi genitori erano Habakkuk Bowditch, un bottaio che lavorò anche come marinaio fino al 1775, quando la sua imbarcazione si incagliò e Mary Ingersoll Bowditch. Dopo aver interrotto gli studi all'età di dieci anni e svolto alcune umili mansioni, Bowditch fece quattro lunghi viaggi marittimi tra 1795 e il 1799. Nel 1799 produsse un'edizione riveduta del Practical Navigator del matematico J. H. Moore e divenne membro dell'American Academy of Arts and Sciences. Nel 1802, Bowditch pubblicò The New American Practical Navigator, adottato ancora oggi dalla marina statunitense e riedito molte decine di volte. Nel 1809 entrò nell'American Philosophical Society. Importanti furono i suoi studi del 1815 inerenti alla figura di Lissajous, anche conosciuta come "figura di Bowditch". Nel 1816 ricevette un dottorato onorario dall'università di Harvard. Bowditch è celebre anche per aver tradotto in inglese l'imponente Traité de mécanique céleste di Laplace, testo basilare per la comprensione delle meccaniche celesti. La traduzione di Bowditch fu determinante per gli sviluppi dell'astronomia negli USA. Bowditch morì nel 1838, mentre traduceva il quinto volume dell'opera di Laplace.

## Opere
- The New American Practical Navigator, 1802